# José María Aznar
José María Alfredo Aznar López (Madrid, 25 de fevereiro de 1953) é um político neoliberal espanhol. Foi o quarto presidente do governo da Espanha do período democrático posterior a 1978, exerceu o mandato entre 5 de maio de 1996 e 17 de agosto de 2004, pelo Partido Popular. Casado, com três filhos, é licenciado em Direito pela Universidade Complutense de Madrid.
Ele liderou o Partido do Povo (PP), o partido político de centro-direita dominante no país na época.

## Vida
Durante a sua juventude foi membro da Frente de Estudiantes Sindicalistas (FES), uma união de estudantes que foi o embrião da Falange Española Independiente (FEI). Aznar foi um dos muitos líderes da FES que tomou uma atitude crítica em relação ao falecido regime franquista e à sua fachada política, o Movimento Nacional, e que reivindicou o pensamento original do fundador da Falange, José Antonio Primo de Rivera. Esta filiação juvenil deu lugar a um pensamento conservador. Formou-se em direito pela Universidade Complutense de Madrid e seu primeiro emprego foi no setor público, especificamente, como Inspetor das Finanças do Estado (espanhol: Inspetor de las Finanzas del Estado). Ele ingressou na Aliança Popular, que foi fundada como Partido do Povo em 1989. Ele liderou a Junta de Castela e Leão de 1987 a 1989 e foi Líder da Oposição a nível nacional de 1989 a 1996. Em 1995, ele sobreviveu a uma tentativa de assassinato do grupo separatista basco ETA.
O Partido do Povo, liderado por Aznar, obteve o maior número de assentos parlamentares nas eleições gerais de 1996, mas não conseguiu obter a maioria no Congresso dos Deputados, o que obrigou o PP a buscar o apoio do basco (EAJ-PNV), do catalão (CiU) e regionalistas das Canárias (CC). Foi finalmente nomeado primeiro-ministro em 4 de maio de 1996, e seu primeiro mandato foi marcado pela liberalização do mercado, desregulamentação da economia, corte de despesas do Estado e privatização de várias empresas estatais. Durante seu primeiro mandato, a economia cresceu e a Espanha atendeu aos critérios para participar da criação da zona do euro, mas o desemprego permaneceu moderadamente alto. Alguns acontecimentos relevantes no primeiro mandato de Aznar foram o assassinato do político do PP Miguel Ángel Blanco pelo ETA. Aznar tentou negociar com a ETA entre 1998 e 1999, mas as partes não chegaram a um acordo e a violência continuou.
Aznar também obteve a maioria dos votos nas eleições gerais de 2000, desta vez, obtendo a maioria absoluta de 183 deputados (de 350) no Congresso. A economia continuou crescendo e o desemprego finalmente começou a cair durante seu segundo mandato. Na política externa, a Espanha adotou uma postura neoconservadora e estreitou laços com os Estados Unidos e o governo Bush, após os ataques de 11 de setembro. Aznar apoiou as invasões do Afeganistão e do Iraque. Em 2002, enfrentou duras críticas pela atuação do governo durante o derramamento de óleo do Prestige na Galiza. O apoio ao PP diminuiu ainda mais após a invasão do Iraque, que não foi apoiada pela maioria da população espanhola, mas foi realizada com o apoio espanhol aos EUA e ao Reino Unido. Uma pesquisa de 2003 feita pelo instituto de pesquisa público CIS descobriu que 91% dos espanhóis eram contra a invasão do Iraque.
Na frente económica, o governo conservador de Aznar continua e acentua o programa de privatização já iniciado pela administração de Felipe González, com o objectivo de satisfazer as condições estabelecidas pelo Tratado de Maastricht para a adesão ao Euro. A despesa pública, especialmente nas áreas da investigação e bem-estar social, foi reduzida e foi concebida uma reforma do mercado de trabalho.
O crescimento económico médio da Espanha durante este período foi superior ao de outros grandes países europeus e os números oficiais do desemprego, que tinham excedido 20% da população activa durante o governo anterior, caíram para cerca de 11%. Contudo, esta redução do desemprego é acompanhada pelo desenvolvimento do trabalho precário e a pressão fiscal sobre as classes trabalhadoras está a aumentar, de acordo com os sindicatos. Além disso, a reforma laboral promovida pelo governo, incluindo uma redução dos subsídios de desemprego e uma maior flexibilidade concedida às empresas em termos de emprego, encontrou uma forte oposição da esquerda e dos sindicatos, levando a uma grande greve geral em Junho de 2002.
Em 2004, uma eleição geral na Espanha estava marcada para 14 de março, que não foi contestada por Aznar, mas por seu sucessor à frente do PP, Mariano Rajoy. Em 11 de março, ocorreram os atentados a bomba em 2004 no trem de Madrid, que mataram 192 pessoas. Os ataques foram perpetrados pela Al-Qaeda, mas o governo afirmou que os atentados foram perpetrados pelo ETA. Nos poucos dias entre os atentados e as eleições, o PP defendeu esta posição: no entanto, um grande setor da população rejeitou a hipótese de que os atentados foram perpetrados pelo ETA e acreditou que o governo mentia por causa da possível ligação dos atentados aos espanhóis apoio à invasão do Iraque. Isso levou a uma queda massiva no apoio ao PP nos dias anteriores às eleições, e José Luis Rodríguez Zapatero, do PSOE, venceu a eleição.
Aznar continua ativo no setor privado e às vezes dá suas opiniões sobre a política da Espanha. Também foi membro do Conselho de Estado de 2005 a 2006. É presidente do think tank espanhol FAES e diretor da News Corporation. Ocupou a presidência honorária (simbólica) do PP até 2016, quando renunciou ao título.
Em 2022, o seu salário acumulado desde que começou a aconselhar Rupert Murdoch em 2006 excedeu 4 milhões de dólares.

## Acusações de corrupção
Em 2015, após uma série de casos repartidos por vários anos, 11 dos 14 membros do governo de José María Aznar de 2002-2003 foram presos ou processados por tráfico de influência, branqueamento de capitais e fraude fiscal. O próprio Aznar é suspeito pelo sistema de justiça espanhol de ter beneficiado de um fundo do partido entre 1990 e 1996 por um montante de 782.695 euros.
Foi convocado a comparecer perante os tribunais em Março de 2021 para explicar o "fundo B" que o PP alegadamente manteve durante mais de vinte anos. Isto foi utilizado para receber donativos anónimos de líderes empresariais a fim de pagar "suplementos salariais" aos funcionários do partido.

## Livros
- Libertad y solidaridad (1991)
- La España en que yo creo (1995)
- España: la segunda transición (1995)
- Ocho años de Gobierno (2004)
- Retratos y perfiles: de Fraga a Bush (2005)
- Cartas a un joven español (2007)
- España puede salir de la crisis (2009)
- Memorias I (2012)